# Stam1na
Stam1na는 핀란드의 헤비 메탈 밴드이다.